# المجمع المغلق 1362
المجمع المغلق 1362 هو المجمع الموكول بانتخاب بابا الكنيسة الكاثوليكية الجديد بعد استقالة البابا. انعقد مجمع الكرادلة لانتخاب البابا الجديد بدءًا من
22 سبتمبر 1362 وانتهى في 28 أكتوبر 1362. انتُخبَ أوربان الخامس ليكون البابا الجديد للكنيسة.